# Olofsfors
Olofsfors är en småort i Nordmalings kommun, 3 km väster om Nordmaling. Den omfattar bebyggelsen kring Olofsfors bruk som anlades 1762 och som fortfarande driver verksamhet genom Olofsfors AB. Bruksmiljön är ett industriminne av riksintresse. De gamla byggnaderna inrymmer ett museum och flera företag.